# Huanuni
Huanuni är en ort i Bolivia.   Den ligger i departementet Oruro, i den centrala delen av landet, 190 km nordväst om huvudstaden Sucre. Huanuni ligger 3 963 meter över havet och antalet invånare är 15 492.
Terrängen runt Huanuni är huvudsakligen kuperad. Huanuni ligger nere i en dal. Huanuni är det största samhället i trakten.
Omgivningarna runt Huanuni är i huvudsak ett öppet busklandskap. Runt Huanuni är det glesbefolkat, med 20 invånare per kvadratkilometer.